# 강재구

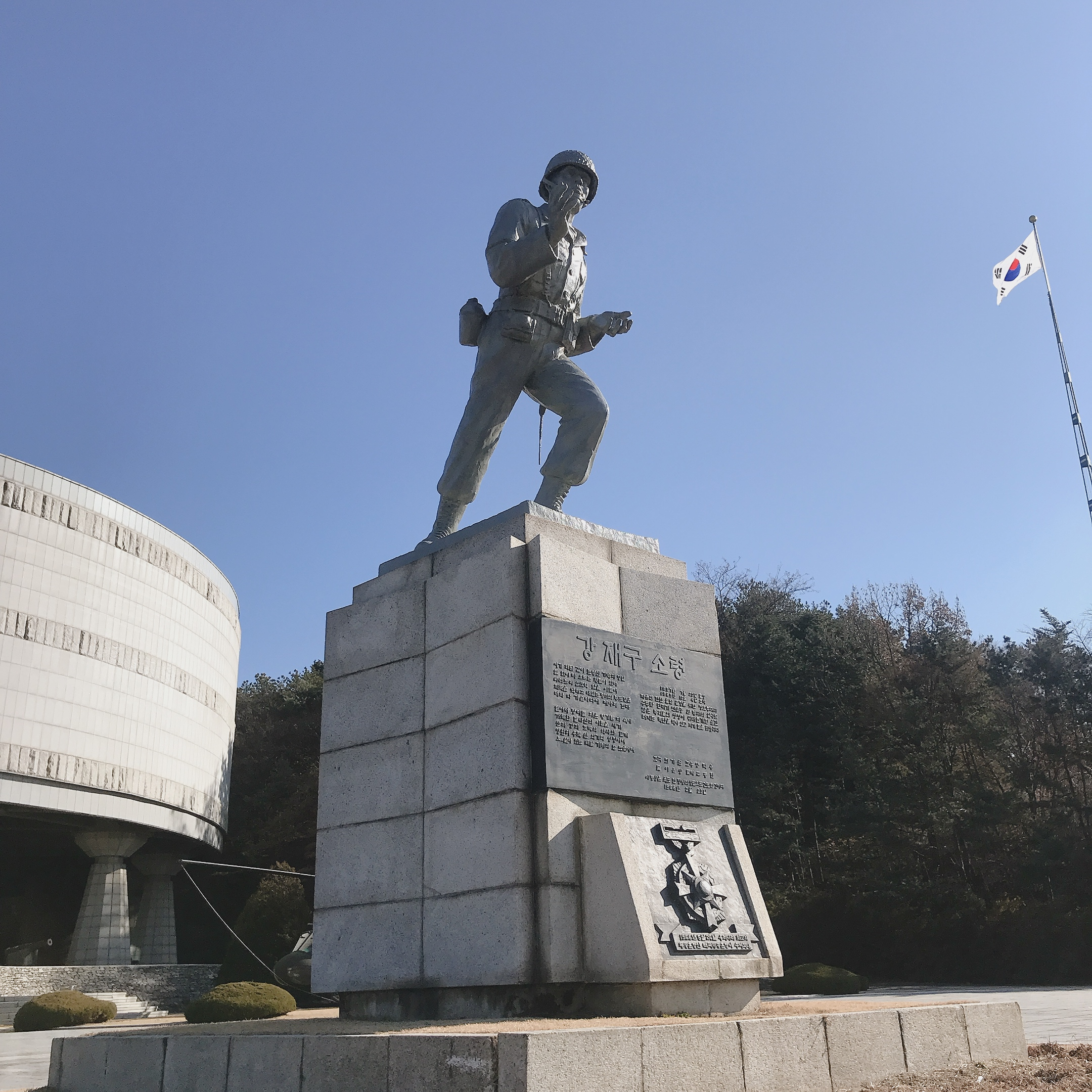
육군 소령 강재구 선생 동상

강재구 소령(姜在求 少領, 1937년 7월 26일~1965년 10월 4일)은 대한민국 육군의 장교로 복무한 군인으로, 1965년 10월 4일에 강원도의 홍천에서 수류탄 오발 사고로 인하여, 향년 29세(만28세)로 순직(산화)했다.
1937년 인천에서 태어나 1956년 서울고등학교를 졸업한 이후, 1960년 3월 육군사관학교 16기로 임관했다. 육군 수도사단 제1연대 소대장, 육군 제1군 사령부 야전 하사관학교 수류탄 교관, 육군 수도사단 제1연대 제3대대 제10중대장 등을 지내면서 어언 5년째 복무하던 중 1965년 부하(당시 박해천 육군 이등병)가 긴장된 안전 실수로 놓친 수류탄에 몸을 던져 산화(순직)했다. 생전 계급은 대위, 사망 후에 육군장이 치러지고 나서 소령으로 추서(추증)되었다. 육군사관학교에서는 그가 생도 시절 소속되어 있던 육사 생도대 중대(지금의 재구 2중대)의 공식 명칭 또한, "재구 2중대"로 지정하여 기념하고 있다.

## 생애

### 5년간의 군 시절
1960년 육군사관학교를 제16기로 졸업, 같은해의 3월에 육군 소위로 임관되었다. 이후 육군 수도사단 제1연대 소대장, 그 와중에 육군보병학교 초군반 과정을 수료했고, 육군 제1군 사령부 야전 하사관학교 수류탄 교관 등을 역임하였으며, 이후 중위로 진급한지가 5개월차였던 시절인 1962년 8월에 육군 수도사단 제1연대 소대장으로 재차 돌아왔고, 그 후 1964년 3월에 중대장으로 보임됨과 동시에 대위로 진급했다.

#### 1965년
• 8월 29일 - 대한민국 국군의 1개 사단의 월남 파병이 결정됨에 따라, 재차 보직이 맹호부대(육군 수도사단의 별칭)의 제1연대 제3대대 제10중대장 직으로 전보 발령되었다.
• 10월 4일 - 월남전 파월 관련 준비 파병 참전 훈련 중 부하가 떨어뜨린 수류탄을 몸으로 덮쳐 중대원들을 구하고 산화(散花)했다. 순직 당시의 유족으로, 부인(온영순)과의 사이에 생후 첫돌도 아니 된, 무녀독남 외동아들(강병훈)이 있었다.

## 사후
• 1965년 10월 8일 - 순직 나흘 후 추도식(육군장)이 거행됨과 함께, 소령으로 추증됨(당시 육참총장 김용배 장군.).
• 1966년 2월 23일 - 육군사관학교 교내에, 재구상(像)이 건립됨(육군사관학교 주최 및 조처. 당시 육사 교장 정내혁 장군.).
• 1966년 5월 12일 - 태극무공훈장이 추서됨.
• 1966년 5월 27일 - 재구상(賞)이 제정 조처됨.

## 사망 경과
1965년 10월 4일, 강재구 중대는 파월(월남전 파병)을 눈앞에 두고 훈련을 총결산하는 수류탄 투척 훈련을 실시하고 있었다. 
이때 이등병 박해천이 수류탄 투척을 위해 안전핀을 뽑고 손을 뒤로 젖힌 순간, 너무 긴장한 나머지 수류탄을 손에서 놓쳐버리는 사고가 발생했다. 
이 수류탄은 중대원들이 모여있는 곳으로 떨어졌고 당시 병사의 직후방에서 훈련을 감독 중이던 강재구 대위는 순간 위기를 직감하고, 땅에 떨어진 오발 수류탄 위로 몸을 덮쳐 수많은 부하의 생명을 구하고 최후방에서 산화했다.
고인의 살신성인으로 주위에 있던 5명만이 부상을 입었을 뿐 나머지 부하들은 모두 목숨을 구할 수 있었다. 

태극무공훈장증
(1966년 5월 12일 강재구 육군 소령에게 추서)

이러한 고인의 투철한 군인정신과 뜨거운 부하사랑은 파월장병뿐 아니라 전 군에 귀감이 되었고, 온 국민에게 큰 감동을 주었다.
정부는 고인의 공훈을 기려 육군장으로 추도식을 거행하고 소령으로 1계급 특진과 4등 근무공로훈장을 추서하였으나 강재구 소령의 군인정신을 찬양하여 태극무공훈장을 추서하는 것으로 변경했다.
강소령이 속했던 맹호부대 제1연대 3대대는 ‘재구대대(在求大隊)’로 명명되었으며 육군은 그의 투철한 군인정신과 부하사랑의 숭고한 넋을 기리기 위해 1966년 ‘재구상(賞)’을 제정해 매년 육군의 중대장 가운데 모범중대장을 선발해 시상하고 있다. 
또 모교 서울고교에는 기념비가, 육군사관학교에는 강재구 소령 동상이 있으며 고인이 산화한 강원도 홍천군 북방면 성동리에 위치한 ‘강재구기념관’에는 강재구 공원이 있고 추모비가 세워져 고인의 살신성인 정신을 기리고 있다.
육군사관학교에서는 1966년도부터 그의 진정한 군인정신을 기념하는 재구의식을 거행하고 있으며, 화랑의식 후 생도들이 재구상 앞을 행진할 때 예의를 갖춰 그의 살신성인과 고귀한 희생정신을 되새기고 있다.
이후 2005년 3월 호국인물로 선정되었다.

## 재구가
육군사관학교에서는 생도시절 2중대였던 강재구 소령의 넋을 기리기 위하여 2중대가를 '재구가'로 만들어 부르고 있다. 
'재구가'는 '타오르는 횃불'이라는 이름으로도 불린다.

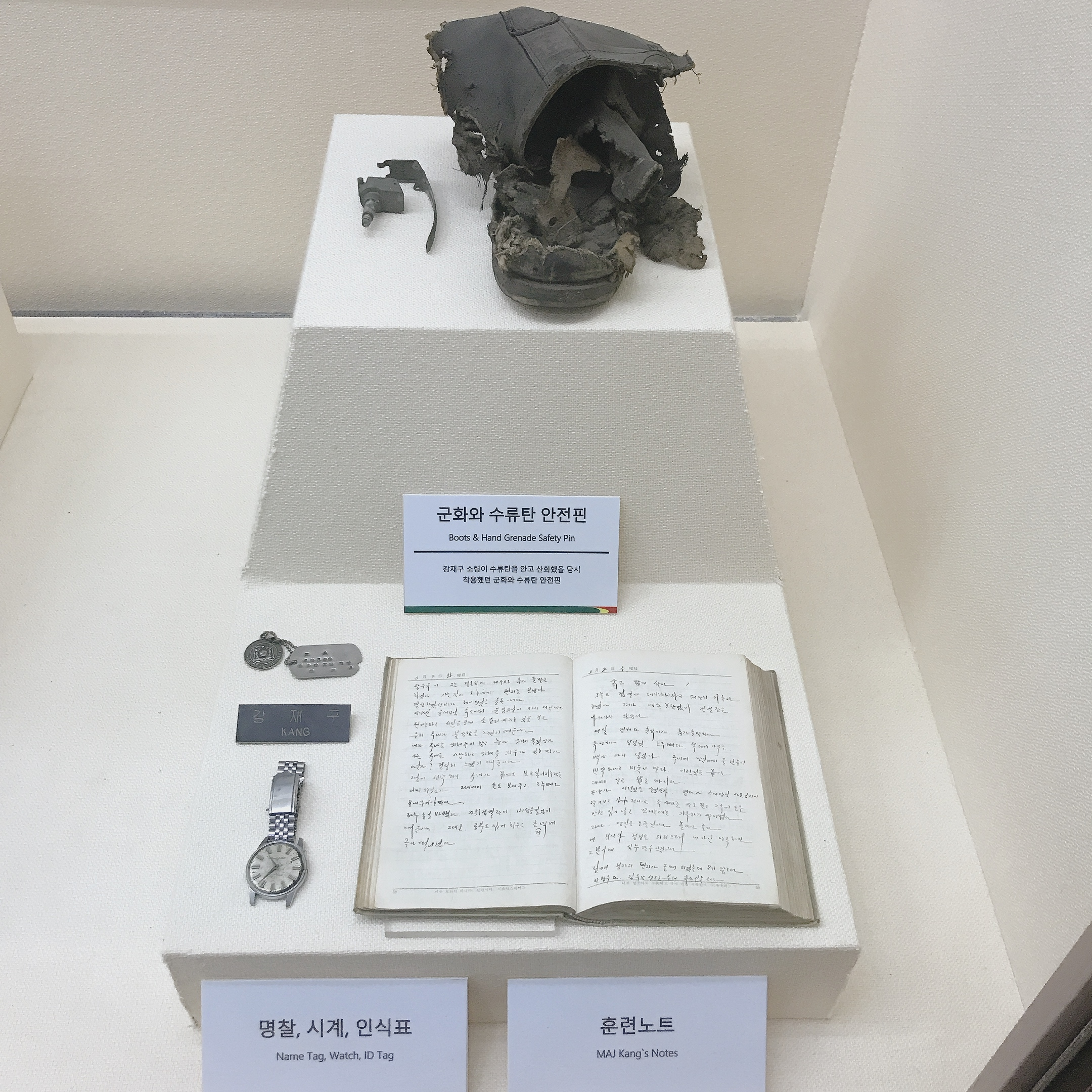
강재구 소령 유품

재구가의 가사는 다음과 같다.
1.해달같이 눈부신 기백과 정열
끝없이 타오르는 횃불을 보라
동지들을 구하려고 제몸 던졌네
저님은 살아있는 의기의 상징
내 나라 내 겨레 위해서라면
재구처럼 이 목숨 아끼잖으리
2.장미같이 향기론 피를 품어서
거룩한 불사신의 이름 새겼네
지축을 흔드는 정의의 외침
너와 나 가슴마다 메아리친다
내 나라 내 겨레 위해서라면
재구처럼 이 목숨 아끼잖으리